# EMI America Records
EMI America Records — американський лейбл звукозапису, заснований 1978 року.
EMI America — американський лейбл звукозапису, заснований британською медіакомпанією EMI 1978 року. EMI America був не першим лейблом EMI в США, до цього британська компанія вже мала представництво за океаном — Capitol Records. Частиною EMI Records був імпринт Liberty Records, на якому, зокрема, видавався каталог компанії United Artists Records, яку EMI придбали 1979 року.
Першими артистами, чиї записи виходили на EMI America Records та досягли тут успіху, були кантрі-рок-співачка Кім Карнс, шотландська співачка та актриса Шіна Істон, американський гурт The J. Geils Band та британський рок-музикант Девід Бові. Протягом кінця 1970-х — першої половини 1980-х років близько десяти синглів EMI America досягли вершини національних чартів. Зокрема, серед хітів EMI America — пісня Шіни Істон «Nine to Five», яка вийшла в США під назвою «Morning Train» (1981), та «Missing You» британського співака Джона Вейта (1984).
Штаб-квартира EMI America Records знаходилася в Лос-Анджелесі. Компанія проіснувала майже десять років та була закрита наприкінці 1980-х. Натомість EMI відкрили в Нью-Йорку лейбл Manhattan Records.